# نوبوتاکا تاگوچی
نوبوتاکا تاگوچی (انگلیسی: Nobutaka Taguchi) (زاده ۱۸ آوریل ۱۹۵۱ - سایجو، اهیمه) شناگر اهل کشور ژاپن بوده است.
از افتخارات میتوان به کسب مدال طلا شنای ۱۰۰ متر قورباغه و برنز ۲۰۰ متر قورباغه در بازی‌های المپیک تابستانی ۱۹۷۲ اشاره کرد.